# Leucettusa mariae
Leucettusa mariae is een sponssoort in de taxonomische indeling van de kalksponzen (Calcarea). De spons leeft in de zee en zijn steencel bestaat uit calciumcarbonaat.
De spons behoort tot het geslacht Leucettusa en behoort tot de familie Leucaltidae. De wetenschappelijke naam van de soort werd voor het eerst geldig gepubliceerd in 1927 door Brøndsted.